# Torre de Peñalara
Torre de Peñalara está enclavado en el Macizo Central de los Picos de Europa o macizo de los Urrieles, en la provincia de Léon